# Gastrotheca peruana
Gastrotheca peruana är en groddjursart som först beskrevs av George Albert Boulenger 1900.  Gastrotheca peruana ingår i släktet Gastrotheca och familjen Hemiphractidae. IUCN kategoriserar arten globalt som livskraftig. Inga underarter finns listade i Catalogue of Life.